# Influensa A virus subtyp H7N9
H7N9 är en serotyp av arten influensa virus A (fågelinfluensavirus). Fågelinfluensa viruset A H7 cirkulerar bland fågelpopulationer där somliga varianter är kända för att ibland infektera människor.  De första rapporterna om människor som blivit infekterade av H7N9-viruset kom 2013 från Kina.